# شهرستان سیهونگ
شهرستان سیهونگ (به لاتین: Sihong County) یک شهرستان‌های جمهوری خلق چین در چین است که در ساکیان واقع شده‌است.
 شهرستان سیهونگ ۲٬۷۳۱ کیلومتر مربع مساحت و ۹۰۹٬۲۹۸ نفر جمعیت دارد.